# Satelight
Satelight Inc. (株式会社サテライト, Kabushiki-gaisha Sateraito, estilizado como SATELIGHT) é um estúdio de animação japonesa que serve como uma divisão do Sankyo Group. Além de vários projetos independentes, o estúdio também é conhecido por produzir as franquias Aquarion e Symphogear, e séries posteriores da franquia Macross.

## História
O estúdio foi fundado no final de 1995, em Sapporo, Hokkaido, cujo primeiro projeto foi Bit the Cupid, a primeira série de televisão de animação digital do mundo. O nome Satelight consiste em S para Sapporo, A para Animation, T para Tecnology e E para Entertainment. O presidente da empresa é Michiaki Satō. O notável diretor de animação Shōji Kawamori é um diretor executivo do estúdio.
Em 1996, o próximo projeto do estúdio produziu a animação em CG do Īhatōbu Gensō: Kenji no Haru do Grupo TAC. Logo estabeleceu um estúdio de produção em 1998 em Suginami, Tóquio. O estúdio logo produziu sua primeira série de televisão, Chikyū Shōjo Arjuna, de Kawamori, em 2001. Em 2006, o estúdio mudou sua sede de Sapporo para Tóquio.

## Obras

### Animes
- Earth Maiden Arjuna (9 de janeiro de 2001 – 27 de março de 2001)
- Geneshaft (co-produção com Studio Gazelle, 5 de abril de 2001 – 28 de junho de 2001)
- Heat Guy J (1 de outubro de 2002 – 25 de março de 2003)
- Genesis of Aquarion (4 de abril de 2005 – 26 de setembro de 2005)
- Noein: To Your Other Self (12 de outubro de 2005 – 29 de março de 2006)
- Glass Fleet (co-produção com Gonzo, 4 de abril de 2006 – 21 de setembro de 2006)
- Koi suru Tenshi Angelique: Kokoro no Mezameru Toki (8 de julho de 2006 – 30 de setembro de 2006)
- Galaxy Angel Rune (1 de outubro de 2006 – 24 de dezembro de 2006)
- Koi suru Tenshi Angelique ~ Kagayaki no Ashita ~ (5 de janeiro de 2007 – 23 de março de 2007)
- Engage Planet Kiss Dum (3 de abril de 2007 – 25 de setembro de 2007)
- Kamichama Karin (6 de abril de 2007 – 29 de setembro de 2007)
- Shugo Chara! (6 de outubro de 2007 – 27 de setembro de 2008)
- Time Jam: Valerian & Laureline (co-produção com EuropaCorp e Dargaud) (20 de outubro de 2007 – 5 de março de 2008)
- Macross Frontier (cooperação de produção com Studio Nue, 4 de abril de 2008 – 26 de setembro de 2008)
- Shugo Chara!! Doki— (4 de outubro de 2008 – 26 de setembro de 2009)
- Legends of the Dark King: A Fist of the North Star Story (10 de outubro de 2008 – 25 de dezembro de 2008)
- Basquash! (3 de abril de 2009 – 1 de outubro de 2009)
- The Guin Saga (5 de abril de 2009 – 27 de setembro de 2009)
- Shugo Chara! Party! (3 de outubro de 2009 – 27 de março de 2010)
- Fairy Tail (12 de outubro de 2009 – 30 de março de 2013, episódios 1–175, co-produzido com A-1 Pictures (primeira temporada))
- Kiddy Girl-and (15 de outubro de 2009 – 25 de março de 2010)
- Croisée in a Foreign Labyrinth (4 de julho de 2011 – 19 de setembro de 2011)
- Senki Zesshō Symphogear (episódios 1–2 (com Encourage Films) e 4–13, planejada para Encourage Films, 6 de janeiro de 2012 – 30 de março de 2012)
- Aquarion Evol (co-produção com 8-Bit, 8 de janeiro de 2012 – 24 de junho de 2012)
- Bodacious Space Pirates (8 de janeiro de 2012 – 30 de junho de 2012)
- AKB0048 (29 de abril de 2012 – 22 de julho de 2012)
- Muv-Luv Alternative: Total Eclipse (co-produção com ixtl, 2 de julho de 2012 – 23 de dezembro de 2012)
- AKB0048 next stage (5 de janeiro de 2013 – 30 de março de 2013)
- Arata: The Legend (9 de abril de 2013 – 1 de julho de 2013)
- Senki Zesshō Symphogear G (4 de julho de 2013 – 26 de setembro de 2013)
- Log Horizon (5 de outubro de 2013 – 22 de março de 2014)
- White Album 2 (6 de outubro de 2013 – 29 de dezembro de 2013)
- Nobunaga the Fool (5 de janeiro de 2014 – 22 de junho de 2014)
- M3: The Dark Metal (co-produção com C2C, 21 de abril de 2014 – 1 de outubro de 2014)
- Lord Marksman and Vanadis (4 de outubro de 2014 – 27 de dezembro de 2014)
- The Disappearance of Nagato Yuki-chan (3 de abril de 2015 – 17 de julho de 2015)
- Aquarion Logos (co-produzido com C2C, 2 de julho de 2015 – 24 de dezembro de 2015)
- Senki Zesshō Symphogear GX (4 de julho de 2015 – 25 de setembro de 2015)
- Ragnastrike Angels (3 de abril de 2016 – 19 de junho de 2016)
- Macross Delta (cooperação de produção com Studio Nue, 3 de abril de 2016 – 25 de setembro de 2016)
- Scared Rider Xechs (5 de julho de 2016 – 20 de setembro de 2016)
- Nanbaka (5 de outubro de 2016 – 22 de março de 2017)[3]
- WorldEnd (co-produzido com C2C, 11 de abril de 2017 – 27 de junho de 2017)
- Senki Zesshō Symphogear AXZ (1 de julho de 2017 – 30 de setembro de 2017)
- Hakata Tonkotsu Ramens (12 de janeiro de 2018 – 30 de março de 2018)
- Last Hope (co-produção com Xiamen Skyloong Media, 4 de abril de 2018 – 26 de setembro de 2018)
- Caligula (8 de abril de 2018 – 24 de junho de 2018)
- Girly Air Force (10 de janeiro de 2019 – 28 de março de 2019)
- Senki Zesshō Symphogear XV (6 de julho de 2019 – 28 de setembro de 2019)
- Somali and the Forest Spirit (co-produção com HORNETS, 9 de janeiro de 2020 – presente)
- Sacks&Guns!! (2020)[4]

### OVAs/ONAs
- Macross Zero (cooperação de produção com o Studio Nue, 21 de dezembro de 2002 – Outubro de 2004)
- Hellsing Ultimate (10 de fevereiro de 2006 – 22 de fevereiro de 2008) (episódios 1-4)
- Baldr Force EXE: Resolution (11 de outubro de 2006 – 4 de abril de 2007)
- Genesis of Aquarion: Wings of Betrayal (25 de maio de 2007)
- Genesis of Aquarion: Wings of Glory (22 de novembro de 2007)
- OVAs de Air Gear (17 de novembro de 2010 – 17 de junho de 2011)
- 100 Sleeping Princes and the Kingdom of Dreams (25 de março de 2017 – 23 de dezembro de 2017)
- Final Fantasy XV: Episode Ardyn - Prologue (17 de fevereiro de 2019)
- Cannon Busters (co-produção com Yumeta Company, 15 de agosto de 2019)

### Filmes
- Genesis of Aquarion: Wings of Genesis (15 de setembro de 2007)
- Macross Frontier the Movie ~Itsuwari no Utahime~ (co-produção com 8-Bit, cooperação de produção com o Studio Nue, 21 de novembro de 2009)
- Macross Frontier the Movie ~Sayonara no Tsubasa~ (cooperação de produção com Studio Nue, 26 de fevereiro de 2011)
- Macross Delta: Passionate Walküre (cooperação de produção com o Studio Nue, 9 de fevereiro de 2018)

- For Whom the Alchemist Exists (14 de junho de 2019)[5]
- Macross Delta the Movie: Absolute Live!!!!!! (cooperação de produção com o Studio Nue, TBA)[6]

### Jogos
- Heavy Metal Thunder (2005, animação)
- Persona 2 (2011, abertura)
- Devil Summoner: Soul Hackers (2012, produção da animação de abertura do Nintendo 3DS)
- E.X. Troopers (2013, anime promocional)
- Time and Eternity (2012, 2013. filmes e personagens de animação)
- Aquarion Evol (PlayStation VR)
- Daemon X Machina (2019, animação do prólogo de "Order Zero")